# Heris
Heris (perski: هريس) – miasto w Iranie, w ostanie Azerbejdżan Wschodni. W 2006 roku miasto liczyło 9513 mieszkańców.